# Anne Bosworth Focke
Pour les articles homonymes, voir Bosworth et Focke.
Anne Lucy Bosworth Focke (29 septembre 1868 - 15 mai 1907) est une mathématicienne américaine, la première professeure de mathématique de l'Université du Rhode Island et la première femme étudiante de doctorat de David Hilbert.

## Jeunesse et éducation
Anne Lucy Bosworth naît le 29 septembre 1868 à Woonsocket (Rhode Island) de Ellen Metcalf et Alfred Bosworth. Son père meurt en 1872, sa petite sœur un peu plus tard à l'âge de 10 mois. Sa mère, qui l'élève avec sa grand-mère et sa tante, est bibliothécaire. Bosworth suit les cours de la Woonsocket High School et sort diplômée du Wellesley College en 1890. Elle est dans la même classe que les mathématiciennes Grace Andrews et Clara Latimer Bacon.

## Carrière
De 1890 à 1892, Bosworth travaille comme professeur assistant à la Amesbury High School dans le Massachusetts. 
En 1892, elle est recrutée à Kinston (New York) à l'Université d'agriculture et des arts mécaniques de Rhode Island, qui deviendra plus tard l'Université de Rhode Island, et en devient le premier professeur de mathématiques et de physique. Elle y développe un programme multidisciplinaire, une collection de livres de mathématiques, et enseigne des cours d'algèbre, de géométrie, de calcul, divers cours de physique et d'électricité. 
Au cours des étés 1894 et 1896, Bosworth fréquente l'Université de Chicago et obtient sa maîtrise en 1896. En 1899, elle prend un congé d'une année et part étudier à l'Université de Göttingen en Allemagne, avec sa mère. Elle y suit les cours de Felix Klein, Arthur Schönflies, Issai Schur et Woldemar Voigt. Elle est la première étudiante doctorante de David Hilbert, suivront Nadeschda Gernet (1902), Vera Myller (1906), Margarete Kahn (1909), Klara Löbenstein (1910) et Eva Koehler (1912). Bosworth défend sa thèse de géométrie non euclidienne, Begründung einer vom Parallelenaxiome unabhängigen Streckenrechnung, et obtient son doctorat en 1900.
Comme tant de femmes de son époque, elle quitte son poste à l'université pour se marier. Elle épouse Theodore Moses Focke en 1901, un ingénieur civil rencontré à Göttingen, et le rejoint à Cleveland où il travaille à l'Université Case Western Reserve. Ils auront trois enfants. 
Bosworth meurt en 1907, d'une pneumonie, à l'âge de trente-huit ans. Elle est enterrée à Massillon (Ohio).